# 阿丽米罕·色依提
阿丽米罕·色依提（維吾爾語：ئالمىخان سېيىت‎，拉丁维文：Almixan Sëyit，1886年6月25日—2021年12月16日），新疆维吾尔族人，为中国大陆未经证实的超級人瑞。
阿丽米罕·色依提是新疆喀什地区疏勒县库木西力克乡人，在1903年7月17岁时嫁给图尔迪·如孜。婚后曾领养有一子，不过36岁时便因病早逝。65岁时，她又领养了一女塔吉古丽·吐尔。她的丈夫则于1976年因病逝世。
自2013年罗美珍老人去世后，她已连续两年在中国老年学学会公布的中国十大寿星排行榜上位列榜首。而在此前，她还曾连续三年位列中国十大寿星排行榜第二。不过由于她出生时中国还没有可靠的出生记录体系，她的年龄遭到了部分媒体的质疑，也没有得到吉尼斯世界纪录的认可。
2021年12月16日，阿丽米罕·色依提在喀什去世，享嵩寿135岁，但这个年龄直到她去世为止仍然存有争议。